# Campo di concentramento di Vorbruck-Schirmeck
Il campo di concentramento di Vorbruck-Schirmeck, (in tedesco: Sicherungslager Vorbruck-Schirmeck, in francese: Schirmeck-La Broque) fu un campo nazista situato nel comune di Schirmeck, nell'annessa Alsazia, che operò dal 1940 al 1944 durante la seconda guerra mondiale.
Fu destinato a uomini e donne, oppositori del regime nazista, provenienti dall'Alsazia e dalla Mosella, nonché alle loro famiglie come rappresaglia, ma di fatto ospitò molti altri prigionieri anche per effetto dell'evoluzione delle leggi repressive naziste.

## Il campo
Durante il periodo della strana guerra, l'esercito francese fece costruire un piccolo campo di sei baracche in questo luogo protetto nella valle della Bruche per ospitare i profughi dalla prima linea.
Dopo la sconfitta, su iniziativa del Gauleiter Robert Wagner, capo del Gau Baden-Alsazia, e del dottor Gustav Adolf Scheel, comandante della Sicherheitsdienst nel sud-ovest, i tedeschi lo ampliarono e lo trasformarono in un campo di riabilitazione, Erziehungslager o Umschulungslager, e poi in campo di sicurezza, Sicherungslager. L'iniziativa partì dal servizio di sicurezza delle SS.

### Vita nel campo

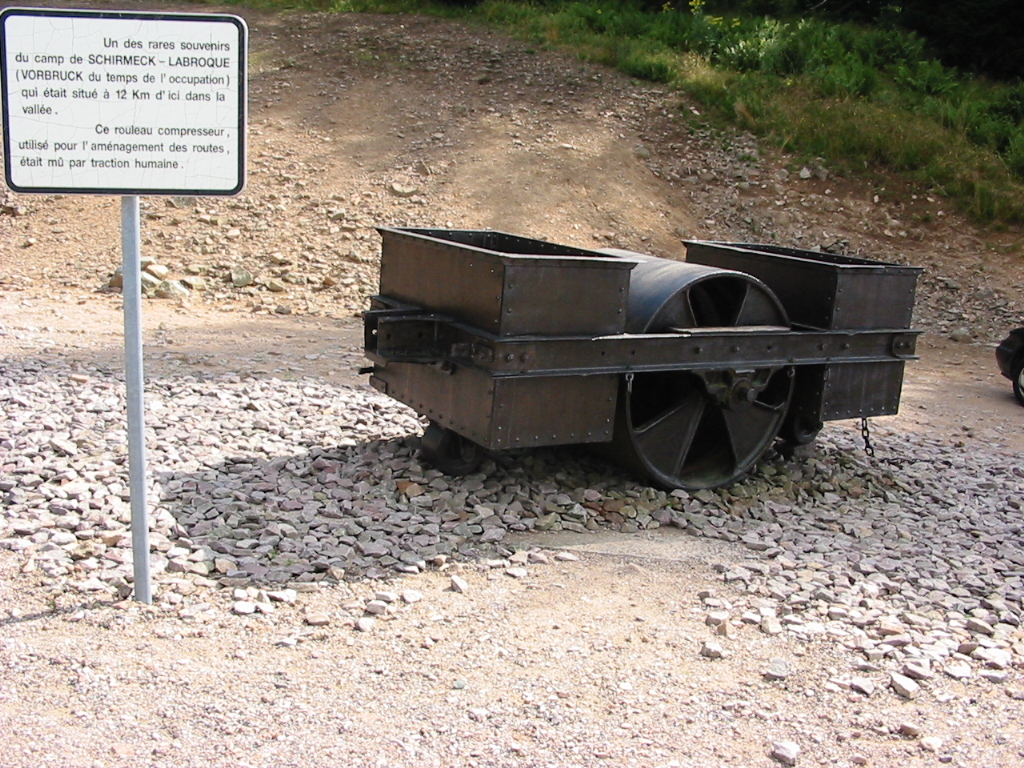
Rullo a vapore per livellare strade, azionato da trazione umana e utilizzato al campo.

Al comando fu posto il SS-Hauptsturmführer Karl Buck che lo mantenne fino alla fine: violenza e terrore caratterizzarono quest'uomo dalla gamba di legno, i cui detenuti evocarono lo sguardo insopportabile.
Schirmeck fu un campo di lavoro doloroso e degradante: interrogatori, indottrinamento, molestie, prepotenze, percosse, torture fisiche e morali, privazioni e talvolta omicidi furono i mezzi usati dai nazisti. Tutti i movimenti e gli spostamenti all'interno del campo si fecero correndo.
L'avamposto (Vorhof) comprese una stazione di polizia (Kommandantur) e delle piccole celle utilizzate come stanze degli interrogatori dalla Gestapo, adiacenti alla residenza di Karl Buck. In fondo fu posizionato il campo delle donne, il cui capo della guardia fu un alsaziano. I kommando del lavoro del campo, in particolare quelli delle cave di pietra di Hersbach e della base aerea di Entzheim, furono per i nazisti una fonte di reddito che portava fino a 150.000 Reichsmark al mese.
Il campo di Vorbruck-Schirmeck si trova a 6 km dal campo di concentramento di Natzweiler-Struthof, costruito in montagna dagli stessi detenuti di Schirmeck, e fu un campo di lavoro del tipo Nacht und Nebel.
Sono 78 le esecuzioni a Schirmeck, e diverse centinaia di prigionieri furono mandati a Struthof per essere assassinati.
Tra gli internati giustiziati a Schirmeck si possono citare:
- Antoine Becker, imprigionato il 2 agosto 1944. Ex commissario dell'Informazione generale a Strasburgo e commissario di polizia di Marsiglia, fu arrestato per aver partecipato alla repressione della rete Karl Roos. Venne ucciso sulla strada per Struthof;
- Joseph Schmidlin, sacerdote cattolico oppositore del nazismo, morì nel campo il 10 gennaio 1944;
- Ceslav Sieradzki, combattente della resistenza alsaziana di origine polacca e membro della Mano Nera, fu assassinato il 12 dicembre 1941;

Pierre Seel, un alsaziano internato per omosessualità, testimoniò nel suo libro l'assassinio del suo amante in piazza durante l'appello davanti a tutti i prigionieri.
Nel settembre 1942, il campo contò 1.400 detenuti. Si stima in 25.000 il numero totale delle persone detenute nel campo.

## Tipologia dei detenuti
I prigionieri indossarono il caratteristico triangolo di stoffa cucito: rosso per i prigionieri politici, verde per i clandestini, giallo per ebrei, polacchi e russi, blu per chierici, prostitute e omosessuali, a scacchi per asociali e detenuti comuni, viola per i testimoni di Geova.

### Campo di rieducazione
Alcuni detenuti furono incarcerati e liberati al termine della loro pena. È il caso, ad esempio, dei 106 giovani di Hochfelden arrestati per aver festeggiato pubblicamente il 14 luglio 1941, o delle famiglie di coloro che furono fucilati a Ballersdorf nel 1943. Anche Pierre Seel, fu incarcerato fino al maggio 1941 per la sua omosessualità, vittima di ripetute torture, poi liberato, incorporato come alsaziano nell'esercito tedesco e trasferito al fronte orientale. Circa 10.000 Alsaziani e Moselleni passarono nel campo con periodi di detenzione che variavano da pochi giorni a diversi mesi.
Il nome stesso di Schirmeck terrorizzava gli alsaziani, tanto da far circolare questa preghiera:
Si diceva anche che SOS stesse per:"Schweige oder Schirmeck", cioè "Stai zitto, altrimenti è Schirmeck".

### Campo di transito
Per altri detenuti fu un campo di transito, un centro per l'interrogatorio dove i combattenti della resistenza locale e nazionale, ebrei, minori polacchi, tedeschi contrari al nazismo rifugiati in Francia, ecc., vennero detenuti prima di essere inviati in altri campi di concentramento o di sterminio.

## Chiusura del campo e trasferimento dei prigionieri

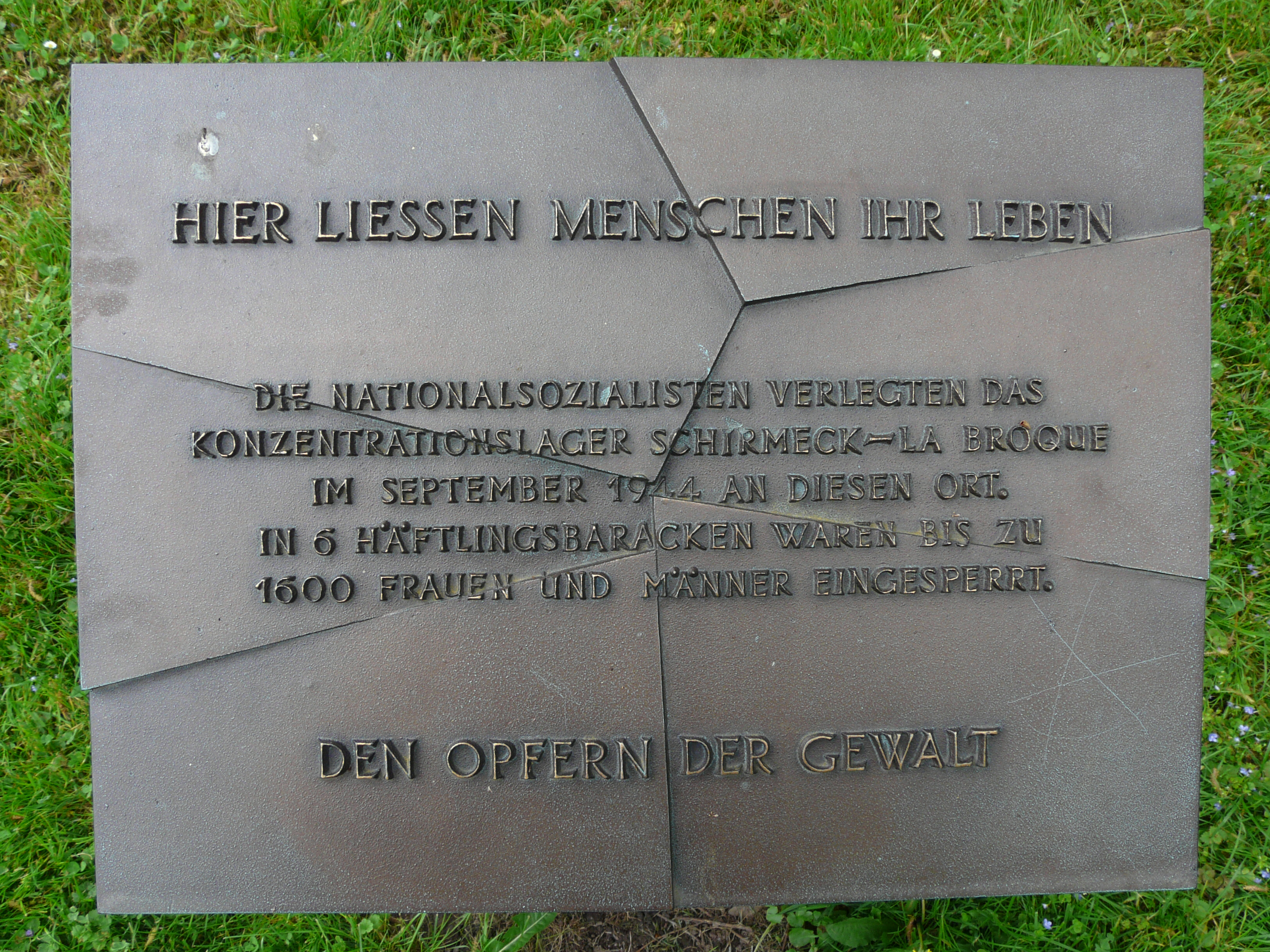
Lapide in memoria delle vittime del nazismo trasportate nel settembre 1944 dal campo di Schirmeck al campo di Rotenfels a Gaggenau, in Germania.

Il campo rimase attivo dal 2 agosto 1940 fino alla liberazione del 22 novembre 1944. Alcuni dei prigionieri furono gradualmente evacuati dal 25 agosto al novembre 1944 sull'altra sponda del Reno.
Il campo di sicurezza di Rotenfels (vicino a Gaggenau) gestito da Robert Wunsch dove 1600 detenuti vengono affittati alla Gestapo dalla fabbrica Daimler-Benz. Nell'autunno del 1944 la zona subì due bombardamenti aerei che distrussero parte della città, il campo e la fabbrica: in seguito a questi eventi il direttore Robert Wunsch rilasciò ufficialmente i detenuti.
Parte della produzione di armamenti venne spostata. 700 prigionieri furono trasferiti ad Haslach dove si pensò di sfruttare le miniere in disuso per ospitare una fabbrica. Le gallerie della miniera servirono sia da campo che da fabbrica. Le condizioni di vita furono così inimmaginabili che la corte di Rastatt decise di visitare il sito durante il processo nel campo di Schirmeck alla fine degli anni '40. Nessun prigioniero fu messo in libertà fino al marzo 1945.
Il direttore del Rotenfels, Robert Wunsch, rilasciò i prigionieri rimasti e si arrese agli Alleati. Fu condannato a morte dal tribunale militare di Strasburgo, poi trasferito al tribunale generale di Rastatt che lo condannò a un anno di reclusione grazie alle testimonianze in suo favore.
Il direttore di Schirmeck, Karl Buck, fu condannato a morte dal tribunale militare britannico di Wuppertal nel maggio 1946, dal tribunale militare di Rastatt nel febbraio-marzo 1947 e dal tribunale militare di Metz in gennaio 1953 (sentenza poi annullata), fu condannato ai lavori forzati a vita dal tribunale militare di Parigi nel luglio 1953. Fu riabilitato il 6 aprile 1955 dopo quasi 10 anni di reclusione.

## Il campo di Schirmeck oggi

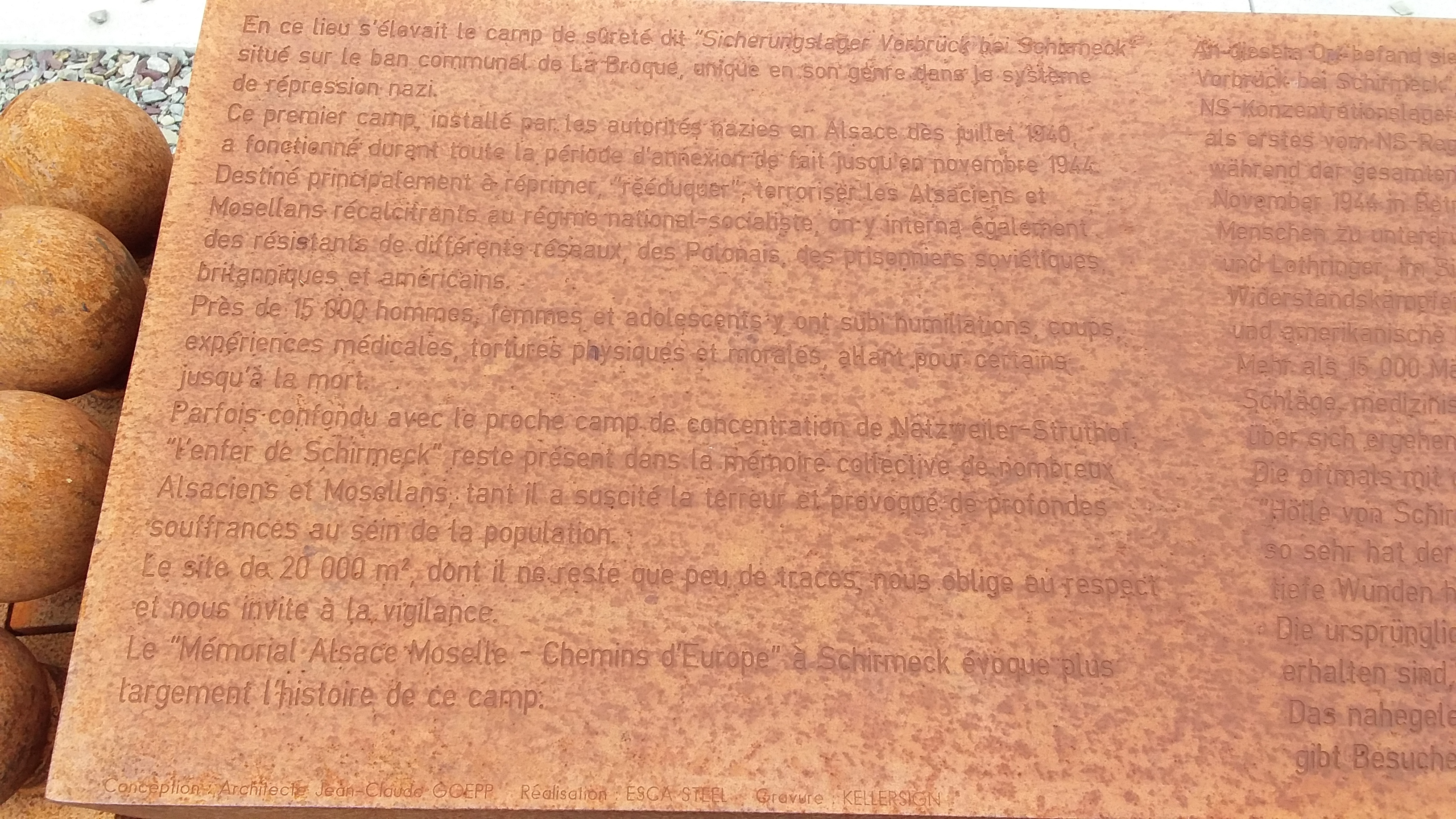
Foto del testo della stele del campo di Schirmeck

Di questo campo, completamente smantellato tra il 1954 e il 1960, non resta quasi nulla. Esiste solo la rue du Souvenir (con una targa sull'edificio del Kommandantur). Una stele commemorativa è stata posizionata nel 2019.
Troviamo alcuni cenni storici di questo campo nel memoriale della città, a proposito de «Ralliements, Resistance and Repression».

## Filmografia
- Judith Voelker, Les procès de Rastatt. Des criminels de guerre devant la justice française / Die Rastatter Prozesse. Kriegsverbrecher vor Gericht, Moving Story Productions/SWR/SR/Arte, 2020[13].